# Sowjetischer Fußballpokal 1949
Der Sowjetische Fußballpokal 1949 war die zehnte Austragung des sowjetischen Pokalwettbewerbs der Männer. Startberechtigt waren die 18 Erstligisten, die 84 Zweitligisten und die 18 Pokalsieger der Teilrepubliken.
Pokalsieger wurde Torpedo Moskau. Das Team setzte sich im Finale gegen Dynamo Moskau durch.

## Vorrunde
Teilnehmer: Die 84 Zweitligisten der Saison 1949.

### ZoneUkraine

#### Viertelfinale
| Datum      |                        | Ergebnis  |                                   |
| ---------- | ---------------------- | --------- | --------------------------------- |
| 16.06.1949 | Dynamo Woroschilograd  | 1:0       | Dynamo Tschernowzy                |
| 16.06.1949 | Pischtschewik Odessa   | 1:0       | Dserschinets Charkow              |
| 16.06.1949 | Spartak Lwow           | 3:2       | Sudostroitel Nikolajew            |
| 16.06.1949 | Spartak Uschgorod      | 4:2       | Trudowyje Reserwy Woroschilowgrad |
| 28.06.1949 | Spartak Cherson        | 5:0       | DO Lwow                           |
| 30.06.1949 | Bolschewik Mukatschewe | 4:2 n. V. | Spartak Kiew                      |

#### Halbfinale
| Datum      |                        | Ergebnis  |                           |
| ---------- | ---------------------- | --------- | ------------------------- |
| 23.06.1949 | Pischtschewik Odessa   | 2:0       | Dynamo Woroschilograd     |
| 19.07.1949 | DO Kiew                | 3:1 n. V. | Metallurg Dnjepropetrowsk |
| 21.07.1949 | Schachtjor Kadijiwka   | 3:2       | Bolschewik Mukatschewe    |
| 21.07.1949 | Spartak Cherson        | 1+:- 1    | Spartak Lwow              |
| 04.09.1949 | Awangard Kramatorsk    | 1+:- 1    | Torpedo Charkow           |
| 04.09.1949 | Lokomotive Saporoschje | 1:1 n. V. | Spartak Uschgorod         |

##### Wiederholungsspiel
| Datum      |                        | Ergebnis |                   |
| ---------- | ---------------------- | -------- | ----------------- |
| 05.09.1947 | Lokomotive Saporoschje | 2:0      | Spartak Uschgorod |

#### Finale
| Datum      |                        | Ergebnis |                      |
| ---------- | ---------------------- | -------- | -------------------- |
| 28.07.1949 | Spartak Cherson        | 1+:- 1   | Pischtschewik Odessa |
| 07.09.1949 | Lokomotive Saporoschje | 1+:- 1   | Awangard Kramatorsk  |
| 07.09.1949 | DO Kiew                | 3:1      | Schachtjor Kadijiwka |

### Zone Zentrum

#### Viertelfinale
| Datum      |                   | Ergebnis |                |
| ---------- | ----------------- | -------- | -------------- |
| 27.08.1949 | DO Minsk          | 3:0      | DO Riga        |
| 30.08.1949 | JK Tallinna Kalev | 0:2      | Dinamo Vilnius |

#### Halbfinale
| Datum      |                       | Ergebnis  |                 |
| ---------- | --------------------- | --------- | --------------- |
| 04.09.1949 | Dinamo Frunze         | 0:0 n. V. | DO Taschkent    |
| 04.09.1949 | Lokomotive Aschchabat | 1:2       | Dinamo Alma-Ata |
| 04.09.1949 | Dinamo Kutaissi       | 1+:- 1    | Spartak Jerewan |
| 08.09.1949 | DO Minsk              | 3:1       | Spartak Minsk   |
| 08.09.1949 | Spartak Tiflis        | 0:0 n. V. | DO Tiflis       |
| 09.09.1949 | Dinamo Kischinjow     | 2:0       | Dinamo Vilnius  |

### Wiederholungsspiele
| Datum      |                | Ergebnis |              |
| ---------- | -------------- | -------- | ------------ |
| 05.09.1949 | Dinamo Frunze  | 0:5      | DO Taschkent |
| 09.09.1949 | Spartak Tiflis | 2:0      | DO Tiflis    |

#### Finale
| Datum      |                 | Ergebnis  |                   |
| ---------- | --------------- | --------- | ----------------- |
| 07.09.1949 | DO Taschkent    | 3:2 n. V. | Dinamo Alma-Ata   |
| 13.09.1949 | Dinamo Kutaissi | 3:2       | Spartak Tiflis    |
| 13.09.1949 | DO Minsk        | 2:1       | Dinamo Kischinjow |

### ZoneRusslandGruppe 1

#### Halbfinale
| Datum      |                       | Ergebnis |                         |
| ---------- | --------------------- | -------- | ----------------------- |
| 31.08.1949 | Dynamo Rostow         | 1+:- 1   | WWS-II Moskau           |
| 01.09.1949 | Dynamo Woronesch      | 2:1      | Dynamo Krasnodar        |
| 04.09.1949 | SKIF Moskau           | 1+:- 1   | Sudostroitel Sewastopol |
| 04.09.1949 | Sudostroitel Kaspijsk | 3:1      | Metrostoi Moskau        |
| 04.09.1949 | Traktor Taganrog      | 4:2      | Pischtschewik Astrachan |

#### Finale
| Datum      |                  | Ergebnis |                       |
| ---------- | ---------------- | -------- | --------------------- |
| 07.09.1949 | Dynamo Rostow    | 5:0      | WMS Moskau            |
| 07.09.1949 | Dynamo Woronesch | 2:1      | Sudostroitel Kaspijsk |
| 07.09.1949 | SKIF Moskau      | 2:3      | Traktor Taganrog      |

### ZoneRusslandGruppe 2

#### Viertelfinale
| Datum      |                         | Ergebnis |                    |
| ---------- | ----------------------- | -------- | ------------------ |
| 18.10.1949 | DO Nowosibirsk          | 8:1      | Metallurg Stalinsk |
| 18.10.1949 | Zwetmet Kamensk-Uralski | 3:2      | Dynamo Swerdlowsk  |

#### Halbfinale
| Datum      |                            | Ergebnis |                           |
| ---------- | -------------------------- | -------- | ------------------------- |
| 04.09.1949 | Bolschewik Omsk            | 0:3      | DO Nowosibirsk            |
| 04.09.1949 | Dynamo Tscheljabinsk       | 2:0      | Uralmasch Swerdlowsk      |
| 04.09.1949 | Dserschinets Nischni Tagil | 1:2      | DO Swerdlowsk             |
| 04.09.1949 | Chimik Kemerowo            | 3:0      | Schachtjor Kemerowo       |
| 04.09.1949 | Krylja Sowetow Molotow     | 2:0      | Zwetmet Kamensk-Uralski   |
| 04.09.1949 | Metallurg Magnitogorsk     | 0:2      | Dserschinez Tscheljabinsk |

#### Finale
| Datum      |                        | Ergebnis |                           |
| ---------- | ---------------------- | -------- | ------------------------- |
| 11.09.1949 | Dynamo Tscheljabinsk   | 3:2      | Dserschinez Tscheljabinsk |
| 11.09.1949 | DO Swerdlowsk          | 2:0      | Chimik Kemerowo           |
| 20.09.1949 | Krylja Sowetow Molotow | 3:0      | DO Nowosibirsk            |

### ZoneRusslandGruppe 3

#### Viertelfinale
| Datum      |                  | Ergebnis |                 |
| ---------- | ---------------- | -------- | --------------- |
| 20.08.1949 | Metallurg Moskau | 2:1      | SiS Dserschinsk |

#### Halbfinale
| Datum      |                  | Ergebnis  |                          |
| ---------- | ---------------- | --------- | ------------------------ |
| 05.07.1949 | Spartak Pensa    | 0:2 n. V. | Dynamo Saratow           |
| 20.07.1949 | MWO Moskau       | 1:2       | Dynamo Kasan             |
| 21.07.1949 | DO Leningrad     | 2:1       | Sudostroitel Leningrad   |
| 05.08.1949 | Spartak Rjasan   | 3:2       | Krylja Sowetow Gorki     |
| 19.08.1949 | Dynamo Ljuberzy  | 0:4       | Torpedo Gorki            |
| 04.09.1949 | Metallurg Moskau | 3:0       | Ischewski sawod Ischewsk |

#### Finale
| Datum      |                  | Ergebnis  |                |
| ---------- | ---------------- | --------- | -------------- |
| 07.09.1949 | Metallurg Moskau | 3:1       | Dynamo Kasan   |
| 07.09.1949 | Torpedo Gorki    | 1:1 n. V. | Dynamo Saratow |
| 10.09.1949 | DO Leningrad     | 7:0       | Spartak Rjasan |

### Wiederholungsspiel
| Datum      |               | Ergebnis |                |
| ---------- | ------------- | -------- | -------------- |
| 08.09.1949 | Torpedo Gorki | 2:0      | Dynamo Saratow |

### ZoneRusslandGruppe 4

#### Viertelfinale
| Datum      |                         | Ergebnis |                   |
| ---------- | ----------------------- | -------- | ----------------- |
| 30.08.1949 | Krasnoje snamja Iwanowo | 2:0      | Spartak Iwanowo   |
| 30.08.1949 | Zenit Tula              | 1-:- 1   | Spartak Leningrad |

#### Halbfinale
| Datum      |                                 | Ergebnis  |                          |
| ---------- | ------------------------------- | --------- | ------------------------ |
| 23.06.1949 | Dynamo Wladimir                 | 0:2       | Team Kowrow              |
| 03.09.1949 | Dserschinets Kolomna            | 1:0       | Stroitel Likino-Duljowo  |
| 03.09.1949 | Krasnoje snamja Orechowo-Sujevo | 1:0 n. V. | Karbolit Orechowo-Sujevo |
| 03.09.1949 | SiK Kalinin                     | +:-       | 2                        |
| 04.09.1949 | Spartak Kalinin                 | 2:1 n. V. | Spartak Region Leningrad |
| 04.09.1949 | Spartak Noginsk                 | 3:1       | Krasnoje snamja Iwanowo  |

#### Finale
| Datum      |                                 | Ergebnis  |                      |
| ---------- | ------------------------------- | --------- | -------------------- |
| 03.09.1949 | Team Kowrow                     | 2:1 n. V. | SiK Kalinin          |
| 03.09.1949 | Krasnoje snamja Orechowo-Sujevo | 3:1 n. V. | Dserschinets Kolomna |
| 03.09.1949 | Spartak Noginsk                 | 3:2       | Spartak Kalinin      |

## Finalrunde

### 1. Runde
Teilnehmer: Vier Zonensieger und vier Sieger der Teilrepubliken: 
Dynamo Nowosibirsk (SFSR Russland),
Dynamo Schymkent (SSR Kasachstan),
Sarkanais Liepāja (SSR Lettland),
SiD Tiflis (SSR Georgien)
| Datum      |                                 | Ergebnis  |                    |
| ---------- | ------------------------------- | --------- | ------------------ |
| 28.09.1949 | Dynamo Schymkent                | 0:0 n. V. | DO Taschkent       |
| 28.09.1949 | Krasnoje snamja Orechowo-Sujevo | 2:0       | Dynamo Nowosibirsk |
| 28.09.1949 | Krylja Sowetow Molotow          | 2:1       | Sarkanais Liepāja  |
| 28.09.1949 | SiD Tiflis                      | 1:2 n. V. | DO Leningrad       |

#### Wiederholungsspiele
| Datum      |                  | Ergebnis  |              |
| ---------- | ---------------- | --------- | ------------ |
| 29.09.1949 | Dynamo Schymkent | 2:2 n. V. | DO Taschkent |
| 30.09.1949 | Dynamo Schymkent | 1:2       | DO Taschkent |

### 2. Runde
Teilnehmer: Die vier Sieger der 1. Runde, die auf die vier Erstligisten (Lokomotive Moskau, WWS Moskau, Krylja Sowetow Kuibyschew, Daugava Riga) trafen, vierzehn Zonensieger und vierzehn Sieger der Teilrepubliken mit Heimrecht: DO Jerewan (SSR Armenien),
KKF Baku (SSR Aserbaidschan),
DO Bobruisk (SSR Belarus),
Dünamo Tallinn (SSR Estland),
Dynamo Petrosawodsk (SSR Karelo-Finnland),
Burewestnik Frunse (SSR Kirgisien),
Inkaras Kaunas (SSR Litauen),
Lokomotive Kischinjow (SSR Moldawien),
Dinamo Stalinabad (SSR Tadschikistan),
Lokomotive Aschchabat (SSR Turkmenistan),
WWS Charkow (SSR Ukraine),
Dinamo Taschkent (SSR Usbekistan),
Progres Leningrad (Leningrad (Stadt)),
ZDKA-III Moskau (Moskau (Stadt))
| Datum      |                                 | Ergebnis  |                           |
| ---------- | ------------------------------- | --------- | ------------------------- |
| 24.09.1949 | KKF Baku                        | 1:3       | Spartak Noginsk           |
| 25.09.1949 | Burewestnik Frunse              | 0:1       | Dynamo Tscheljabinsk      |
| 25.09.1949 | ZDKA-III Moskau                 | 1:2       | Dynamo Woronesch          |
| 25.09.1949 | Dünamo Tallinn                  | 1:4       | Dynamo Rostow             |
| 25.09.1949 | WWS Charkow                     | 3:1       | DO Minsk                  |
| 25.09.1949 | Progres Leningrad               | 2:1       | DO Swerdlowsk             |
| 28.09.1949 | DO Bobruisk                     | 1:3       | Metallurg Moskau          |
| 05.10.1949 | Dynamo Petrosawodsk             | 2:5       | Lokomotive Saporoschje    |
| 05.10.1949 | Dinamo Stalinabad               | 2:1       | DO Kiew                   |
| 05.10.1949 | Dinamo Taschkent                | 2:0       | Traktor Taganrog          |
| 05.10.1949 | DO Jerewan                      | 1:3       | Spartak Cherson           |
| 05.10.1949 | Inkaras Kaunas                  | 2:2 n. V. | Dinamo Kutaissi           |
| 05.10.1949 | Lokomotive Kischinjow           | 2:7       | Team Kowrow               |
| 05.10.1949 | Lokomotive Aschchabat           | 0:4       | Torpedo Gorki             |
| 05.10.1949 | DO Leningrad                    | 1:0       | Lokomotive Moskau         |
| 05.10.1949 | DO Taschkent                    | 1:2       | Krylja Sowetow Kuibyschew |
| 05.10.1949 | Krylja Sowetow Molotow          | 3:1       | Daugava Riga              |
| 08.10.1949 | Krasnoje snamja Orechowo-Sujevo | 1:1 n. V. | WWS Moskau                |

#### Wiederholungsspiele
| Datum      |                                 | Ergebnis |                 |
| ---------- | ------------------------------- | -------- | --------------- |
| 06.10.1949 | Inkaras Kaunas                  | 4:2      | Dinamo Kutaissi |
| 09.10.1949 | Krasnoje snamja Orechowo-Sujevo | 2:0      | WWS Moskau      |

### 3. Runde
Teilnehmer: Die 18 Sieger der 2. Runde und die verbliebenen 14 Erstligisten, die auswärts antraten.
| Datum      |                        | Ergebnis  |                                 |
| ---------- | ---------------------- | --------- | ------------------------------- |
| 04.10.1949 | Dynamo Rostow          | 3:2       | Dynamo Leningrad                |
| 08.10.1949 | Progres Leningrad      | 1:3       | Neftjanik Baku                  |
| 09.10.1949 | Dynamo Tscheljabinsk   | 1:2       | Lokomotive Charkow              |
| 11.10.1949 | Team Kowrow            | 1:0       | Schachtjor Stalino              |
| 12.10.1949 | Lokomotive Saporoschje | 1:3 n. V. | Dinamo Tiflis                   |
| 16.10.1949 | Dinamo Stalinabad      | 1:0       | Dinamo Jerewan                  |
| 16.10.1949 | Dinamo Taschkent       | 1:1 n. V. | Torpedo Stalingrad              |
| 16.10.1949 | Spartak Noginsk        | 1:5       | Spartak Moskau                  |
| 16.10.1949 | Torpedo Gorki          | 1:1 n. V. | Dynamo Kiew                     |
| 16.10.1949 | WWS Charkow            | 1:3       | Torpedo Moskau                  |
| 18.10.1949 | Metallurg Moskau       | 00:10     | Dynamo Moskau                   |
| 18.10.1949 | Dynamo Woronesch       | 0:7       | ZDKA Moskau                     |
| 18.10.1949 | DO Leningrad           | 4:1       | Krasnoje snamja Orechowo-Sujevo |
| 18.10.1949 | Inkaras Kaunas         | 0:3       | Zenit Leningrad                 |
| 18.10.1949 | Krylja Sowetow Molotow | 0:2       | Krylja Sowetow Kuibyschew       |
| 18.10.1949 | Spartak Cherson        | 0:0 n. V. | Dinamo Minsk                    |

#### Wiederholungsspiele
| Datum      |                  | Ergebnis |                    |
| ---------- | ---------------- | -------- | ------------------ |
| 18.10.1949 | Dinamo Taschkent | 0:2      | Torpedo Stalingrad |
| 18.10.1949 | Torpedo Gorki    | 0:3      | Dynamo Kiew        |
| 18.10.1949 | Spartak Cherson  | 2:1      | Dinamo Minsk       |

### Achtelfinale
| Datum      |                 | Ergebnis  |                           |
| ---------- | --------------- | --------- | ------------------------- |
| 17.10.1949 | Dynamo Rostow   | 1:3       | Neftjanik Baku            |
| 19.10.1949 | Dinamo Tiflis   | 4:0       | Team Kowrow               |
| 21.10.1949 | Spartak Moskau  | 4:1       | Dynamo Kiew               |
| 21.10.1949 | Torpedo Moskau  | 1:0 n. V. | Krylja Sowetow Kuibyschew |
| 22.10.1949 | Dynamo Moskau   | 3:0       | Dinamo Stalinabad         |
| 22.10.1949 | Spartak Cherson | 1:0       | DO Leningrad              |
| 23.10.1949 | ZDKA Moskau     | 3:2 n. V. | Lokomotive Charkow        |
| 23.10.1949 | Zenit Leningrad | 0:0 n. V. | Torpedo Stalingrad        |

#### Wiederholungsspiel
| Datum      |                 | Ergebnis |                    |
| ---------- | --------------- | -------- | ------------------ |
| 24.10.1949 | Zenit Leningrad | 1:0      | Torpedo Stalingrad |

### Viertelfinale
| Datum      |                | Ergebnis |                 |
| ---------- | -------------- | -------- | --------------- |
| 25.10.1949 | Torpedo Moskau | 3:2      | Neftjanik Baku  |
| 26.10.1949 | Dynamo Moskau  | 3:1      | Dinamo Tiflis   |
| 26.10.1949 | Spartak Moskau | 7:1      | Spartak Cherson |
| 27.10.1949 | ZDKA Moskau    | 2:0      | Zenit Leningrad |

### Halbfinale
| Datum      |                | Ergebnis  |                |
| ---------- | -------------- | --------- | -------------- |
| 30.10.1949 | Dynamo Moskau  | 2:2 n. V. | Spartak Moskau |
| 31.10.1949 | Torpedo Moskau | 2:1       | ZDKA Moskau    |

#### Wiederholungsspiel
| Datum      |               | Ergebnis |                |
| ---------- | ------------- | -------- | -------------- |
| 31.10.1949 | Dynamo Moskau | 2:1      | Spartak Moskau |

### Finale
| Paarung        | Torpedo Moskau – Dynamo Moskau |
| Ergebnis       | 2:1 (1:1) |
| Datum          | 4. November 1949 |
| Stadion        | Dynamo-Stadion, Moskau |
| Zuschauer      | 60.000 |
| Schiedsrichter | Michail Beljanin |
| Tore           | 0:1 Wladimir Iljin (17.) 1:1 Wladimir Netschajew (38.) 2:1 Alexander Ponomarjow (83.) |
| Torpedo Moskau | Wladimir Leksowskij – Michail Bytschkow, Grigori Duganow – Agustìn Gómez Pagóla, Pawel Solomatin, Juri Tschajko – Wiktor Ponomarjow, Nikolai Jefimow, Alexander Ponomarjow , Wladimir Netschajew, Antonin Sotschnew Cheftrainer: Konstantin Kwaschnin |
| Dynamo Moskau  | Alexei Chomitsch – Alexander Petrow, Michail Semitschastnyj – Pjotr Iwanow, Wsewolod Blinkow, Alexander Sokolow – Leonid Solowjow , Wladimir Zwetkow, Iwan Konow, Konstantin Beskow, Wladimir Sawdunin, Wladimir Iljin Cheftrainer: Michail Jakuschin |